# Dungeon Hunter
Dungeon Hunter est une série de jeux vidéo de type action-RPG située dans un univers de fantasy développée par Gameloft Montréal et édité par Gameloft ou Ubisoft en fonction du support.

## Série principale
- 2009 : Dungeon Hunter (iOS, Android)
Jeuxvideo.com : 16/20[2] - Pocket Gamer UK : 6/10[3] - TouchArcade : 4,5/5[4]
- 2010 : Dungeon Hunter 2 (iOS, Android)
Jeuxvideo.com : 17/20[5] - Pocket Gamer France : 9,5/10[6] - Pocket Gamer UK : 8/10[7]
- 2011 : Dungeon Hunter 3 (iOS, Android, téléphone mobile)
Jeuxvideo.com : 7/20[8] - Pocket Gamer UK : 7/10[9]
- 2013 : Dungeon Hunter 4 (iOS, Android)
Pocket Gamer France : 9,3/10[10] - Pocket Gamer UK : 6/10[11] - TouchArcade : 3,5/5[12]
- 2015 : Dungeon Hunter 5 (iOS, Android, Windows, PlayStation Vita, PlayStation 4)
Pocket Gamer France : 7/10[13] - Pocket Gamer UK : 6/10[14] - TouchArcade : 4/5[15]

## Jeux dérivés
- 2011 : Dungeon Hunter: Alliance, édité par Ubisoft (PlayStation Vita, PlayStation 4).
- 2018 : Dungeon Hunter Champions (iOS, Android)